# Norman Lear
Norman Milton Lear (ur. 27 lipca 1922 w New Haven, zm. 5 grudnia 2023 w Los Angeles) – amerykański producent filmowy, telewizyjny i scenarzysta.

## Wybrana filmografia
scenarzysta
- 1953: Scared Stiff
- 1967: Rozwód po amerykańsku
- 1971: Zimny indyk

producent
- 1963: Przyjdź i zadmij w róg
- 1968: Noc, w którą zamordowano Minsky’ego
- 1973: Złodziej na kolacji
- 1991: Smażone zielone pomidory
- 2007: Pete Seeger: The Power of Song

## Nagrody i nominacje
Został uhonorowany dwukrotnie nagrodą Emmy, a także otrzymał nominację do nagrody WGA, Oscara i dwukrotnie do nagrody Emmy. Posiada swoją gwiazdę na Hollywoodzkiej Alei Gwiazd.